# Stadtmauern von Siena
Die Stadtmauern von Siena (ital. Mura di Siena) sind eine mittelalterliche Befestigungsanlage in Siena, die in Form einer Ringmauer erstellt und mehrfach ausgebaut und erweitert wurde.

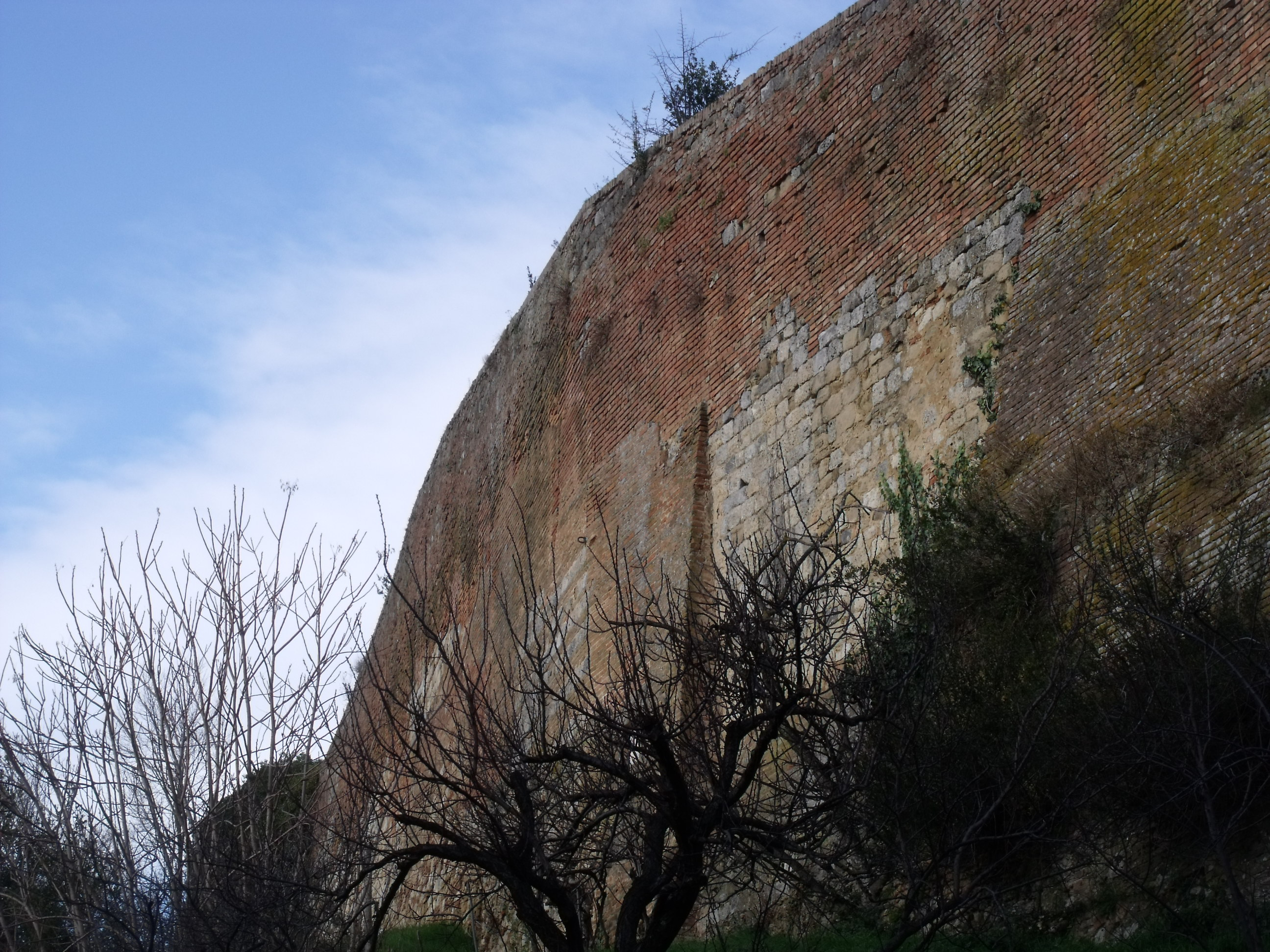
Die Stadtmauer zwischen Porta Camollia und Fontegiusta an der Via Biagio di Montluc

## Geschichte
Die erste Befestigungsanlage des damals nur auf dem heutigen Terzo di Città genannten Hügel gelegenen Sienas entstand in der Zeit der Römer und ist heute nicht mehr vorhanden. Die noch nachvollziehbaren Befestigungsstrukturen um das alte Kastell Castelvecchio entstanden im 8. Jahrhundert und wurden im 11. Jahrhundert auf den Bereich um den Dom von Siena und Santa Maria della Scala ausgeweitet. Die frühmittelalterlichen Stadtmauern wurden zwischen dem 12. und 15. Jahrhundert in fünf Etappen ausgebaut, um die durch den Bevölkerungszuwachs entlang der Via Francigena entstandenen neuen Borghi (Vororte außerhalb der Stadtmauern) mit in das Verteidigungssystem einzubeziehen. Hier wurden zunächst die (heute zentralen) und nördlichen Orte des heutigen Terzo di Camollia (Contraden Civetta, Oca, Drago und Istrice) mit einbezogen, später wurde der Mauerring schrittweise erweitert.
Die Stadtmauern des letzten Verteidigungsringes wurden vor der Belagerung der Stadt Siena durch die Truppen unter der Führung von Florenz (1554–1555) im Vorfeld des anschwellenden Konfliktes mehrfach verstärkt. So war Baldassare Peruzzi von 1527 bis 1532 als Architetto della Repubblica mit der Verteidigungsstrategie in Siena und der Provinz beauftragt, wobei er dabei teilweise auf Ideen von Francesco di Giorgio zurückgriff. Hierbei wurden in Sarteano, Torrita di Siena und weiteren strategischen Orten der Republik Siena die Befestigungsanlagen verstärkt. In Siena selbst wurden durch Peruzzi die Stadtmauern verstärkt und es entstanden fünf neue Bastionen (Bastione di Porta Laterina, Bastione di San Marco, Bastione di San Prospero, Bastione San Viene und das Fortino delle Donne). Sein Nachfolger als Architetto della Repubblica wurde Giovanni Battista Pelori (1483–1558), der in Siena geboren wurde und sein Handwerk von Baldassare Peruzzi lernte. Dieser verstärkte einzelne Elemente der Stadtmauern und baute drei Bastionen am Prato di Camollia bei dem Antiporto, die heute nicht mehr zu sehen sind. Zwischen dem Antiporto und der Porta Camollia befand sich das kleinere Kastell Castellaccia di Camollia mit dem Hauptturm Torrazzo di Mezzo.
Der heutige Mauerring entspricht einer Länge von 6667 Metern, die eine Fläche von 165 Hektar einschließen. Der Mauerring ist fast vollständig erhalten, nur nahe der ehemaligen Zitadelle und der Festung Fortezza Santa Barbera (Fortezza Medicea) fielen Teilstücke der modernen Verkehrsführung zum Opfer. Als heutiger Zugang zum historischen Ortskern stellen sich die beiden Haupttore Porta Romana und Porta Camollia sowie die Tore Porta Fontebranda, Porta San Marco, Porta Ovile, Porta Pispini und Porta Tufi dar. Über die Maueröffnungen Barriera di San Lorenzo (Le Lupe) und Arco di Fontegiusta sowie den Bereich um die Festung kann man ebenfalls in die Stadt gelangen. Die Porta Laterina stellt ebenfalls ein noch vorhandenes Stadttor dar, hier kann man allerdings nur von innerhalb zum Friedhof Cimitero del Laterino auf der Anhöhe Poggio del Cardinale gelangen.

### Römische Stadtbefestigung
Eine erste Stadtmauer oder Stadtbefestigung entstand bereits in der Zeit als römische Kolonie. Der Cardo verlief von der heutigen Via di Città nahe der ersten Porta Salaria an der Piazza del Campo (nördlicher Ausgangspunkt) über den zentralen Platz Piazza Postierla (auch Quattro Cantoni genannt) zu den Due Porte am südlichen Ende der Via Stalloreggi. Der Decumanus verlief von Osten beginnend an der ersten Porta Oria (heutige Quattro Venti am Zusammentreffen der Via San Pietro mit der Via Cassato di Sopra und der Via Tommaso Pendola) und endete nahe dem Dom von Siena.

### Erste Stadtmauer

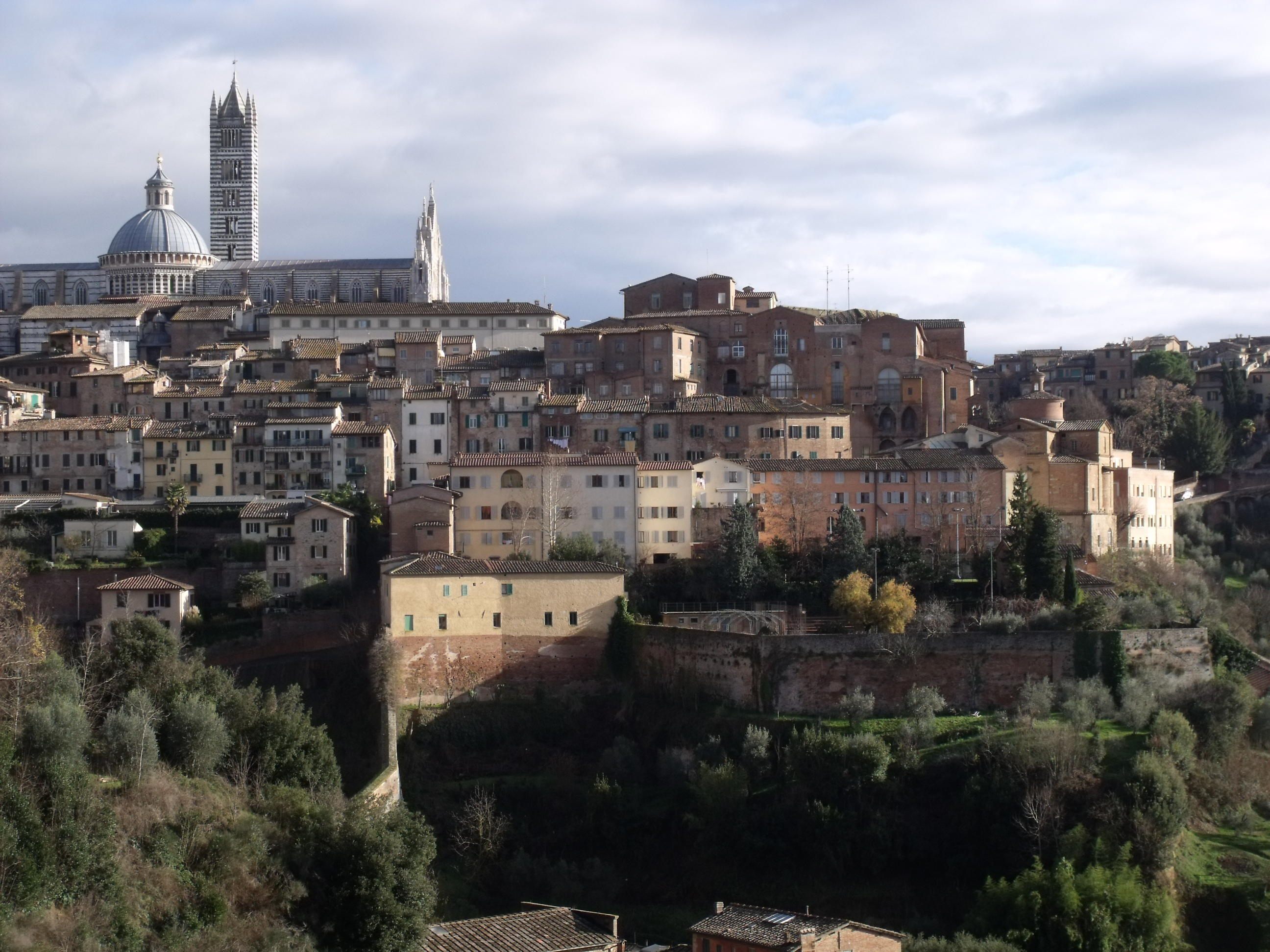
Verlauf der Stadtmauer entlang der Vallepiatta von der Kirche San Sebastiano (rechts) bis nahe Fontebranda (links). Oberhalb ist der Dom von Siena (links) und Santa Maria della Scala (rechts) zu sehen.

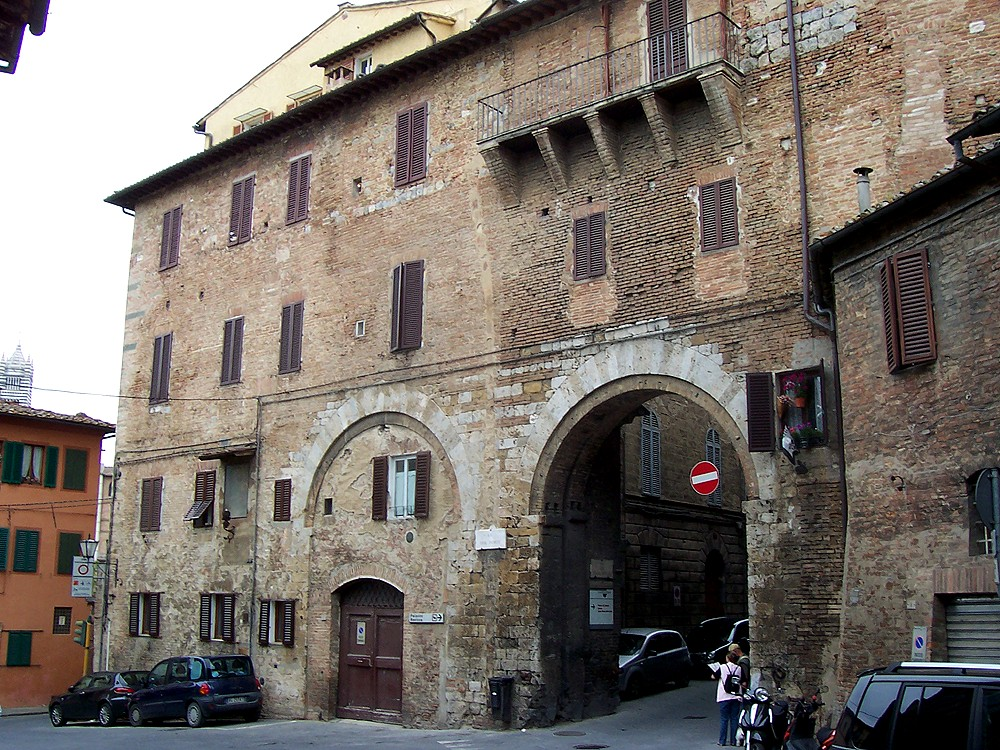
Die sogenannten Due Porte (Porta Stalloreggi)

Als erste Befestigungsanlage Sienas im Frühmittelalter entstand das Castellvecchio im Gebiet zwischen den heutigen Contraden Tartuca (Schildkröte) und Pantera (Panther) in der Gegend der Via di San Quirico und der Via di Castelvecchio im Stadtdrittel Terzo di Città. Dieser, als ältester Teil der Stadt bezeichnete Bereich (Popolo di San Quirico), hatte bereits um 730 eine Stadtmauer. Diese wurde im 11. Jahrhundert erweitert und den Formen der römischen Mauer angeglichen, so dass die Stadtmauer nordöstlich entlang den Straßen Via Casato di Sotto und Via Casato di Sopra, dann Via Tommaso Pendola (damals Via delle Murella) und Pian dei Mantellini zu den Due Porte verlief (südlichster Punkt) und dann westlich der Via Stalloreggi zur Postierla gelang. Von hier wurde das Gebiet westlich der Postierla miteinbezogen (Santa Maria della Scala und Piazza del Duomo), die Mauer führte dann hinter dem Dom entlang der Via dei Fusari und traf am Ende der Via dei Pellegrini wieder auf die Porta Salaria (nördlichster und tiefstgelegener Punkt).

#### Stadttore der ersten Stadtmauer
- Due Porte, auch Porta Stalloreggi genannt:[1] Via Stalloreggi / Pian dei Mantellini.[7][8] Stadttor mit zwei Bögen, wovon einer während des Guerra dei sei anni (sechsjähriger Krieg) mit Florenz 1230/1231 zugemauert wurde.[4] Der von der Innenstadt rechtsgelegene Bogen ist heute halb in die Häuserstrukturen eingebaut.
- Porta Bandini (Porta Iuxta cellam Bandini), heute nicht mehr vorhanden: Via dei Fusari[1]
- Porta del Cassero: Via San Quirico / Pian dei Mantellini, als Zugangstor zum Castelvecchio auch Porta San Quirico genannt.[1]
- Porta Oria (erstes Tor): Piazza Quattro Venti[7][8][1]
- Porta del Verchione, auch Porta Posterula (Postierla) genannt, heute nicht mehr vorhanden:[1] Piazza Quattro Cantoni bzw. Postierla[7][8]
- Porta Salaria (erstes Tor, auch Porta Salaja[9] und Porta Salara[10] genannt), heute nicht mehr vorhanden: Via di Città / Costarella dei Barbieri (Piazza del Campo) / Via Fontebranda.[7][8][1] Wurde bereits 1067 dokumentiert und entstand als Stadttor mit zwei Bögen[11] ähnlich den Due Porte als Abschluss der Via Galgaria (heute Via di Città bis zur Costarella dei Barbieri), wobei unklar bleibt, ob sich das Tor Richtung Fontebranda oder Richtung Norden (Croce del Travaglio) ausrichtete.[4]

### Zweite Stadtmauer

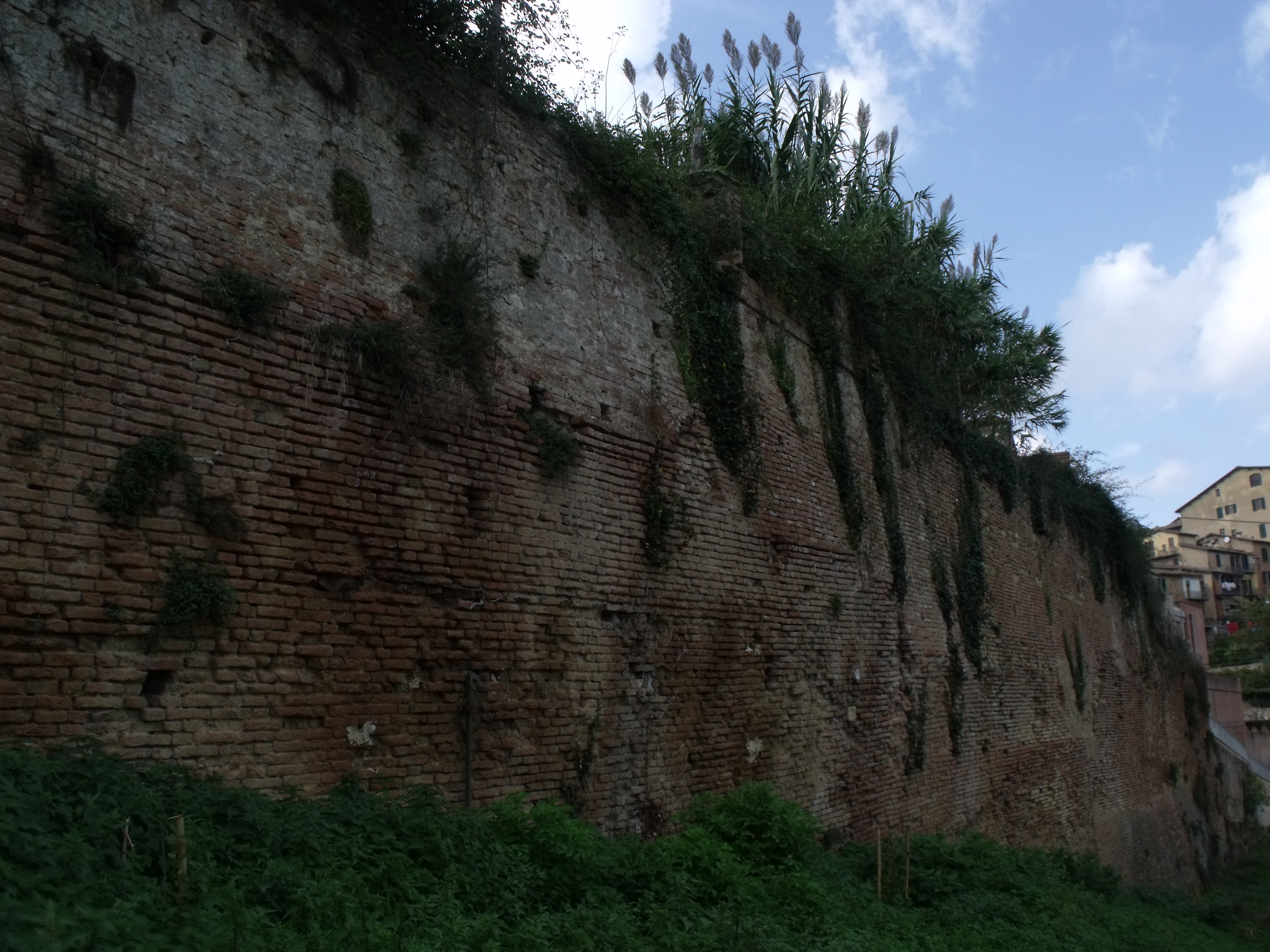
Die Stadtmauern der ersten Erweiterung hinter der heutigen Via Sallustio Bandini, vom oberen Teil des Valle di Follonica gesehen

Die erste Erweiterung der Stadtmauern begann 1148 und war die insgesamt größte Erweiterung der Stadtmauern. Der Ausbau wurde durch den erheblichen Bevölkerungszuwachs im 11. Jahrhundert notwendig. Die neu entstandenen Borghi entlang der Via Francigena im Norden der Stadt wurden nun mit eingeschlossen und mit der Porta Camollia entstand das (heute noch) nördlichste Stadttor. Das ehemalige nördlichste Tor Porta Salaria lag nun innerhalb der Stadtmauern und wurde wenige Meter weiter westlich (heute an der Via Fontebranda) neu gebaut. Die Stadtmauer verlief nun von der Porta Camollia aus östlich entlang der Straßen Via Campansi, Via della Stufa Secca und Via dell’Abbadia, wo der Palazzo Salimbeni nun innerhalb der Befestigungen lag, und gelangte über die Via del Refe Nero und Via Sallustio Bandini nach Süden. Von hier führte sie westlich über die Piazza del Mercato und traf an der Straße Casato di Sotto auf den ersten Stadtmauerring. Westlich verlief sie von der Porta Camollia über die Lizza zur (erst später entstandenen) Basilica di San Domenico (damals Colle di San Domenico und Campo Regio genannt) und folgte von dort der Via della Sapienza und der Via delle Terme bis zur Piazza Indipendenza, wo sie rechts in der Via Diacceto an die neue Porta Salaria anknüpfte.

#### Stadttore der ersten Erweiterung
- Porta Camollia, nördlichstes Stadttor an der Via Francigena.
- Porta Campansi, früher Porta Campanzi: Via Campansi, heute nicht mehr vorhanden.[8][1] Wurde 1230 erstmals schriftlich erwähnt[12] und um 1327 zugemauert.[1]
- Porta Camporeggi: Nahe Viale Curtatone (unsicher), wurde 1251 und 1299 erwähnt.[10] 1335 wurde das Tor noch als außerhalb der Stadtmauern vor der Basilica di San Domencio erwähnt. Die Dominikanermönche erhielten am 3. März 1227 das Recht, das anliegende Stadttor (wahrscheinlich die Porta di Camporegi) zu modifizieren. Geschlossen oder abgerissen wurde es nach dem Beschluss der Comune vom 12. Juni 1430, als die Basilika in den Stadtmauerring eingeschlossen wurde.[13]
- Porta di Guerra[8] bzw. Porta di Bartolomeo Guerra[1] oder Porta della Guerra[14] genannt: Via Biagio di Montluc. War bereits am Anfang des 13. Jahrhunderts bekannt und wurde 1247 restauriert sowie 1262 und 1309 verstärkt. Es diente wahrscheinlich als Privattor der Familie Guerra[15] und wurde um 1369 zugemauert.[1]
- Porta Monteguaitano (auch Porta Monte Guatiano): Via Campansi zwischen Porta Camollia und Porta Campansi,[16] wurde 1368 geschlossen.[1]
- Porta di Pescaia (auch Porta Pescaja): Via Biagio di Montluc nahe der Porta Fontegiusta,[7][8] 1368 geschlossenes Stadttor[14] an der Rückseite der heutigen Kirche Chiesa di Santa Maria in Portico a Fontegiusta, die am Ende des 15. Jahrhunderts entstand. Das Tor enthielt ein Tabernakel (Immagine della Vergine) von Meo di Pero und Cristoforo di Bindoccio (auch Malabarba genannt), das sich heute in der anliegenden Kirche befindet.[1]
- Porta Romana (erstes Tor,[7] auch Porta San Martino genannt[8])
- Porta di San Prospero: Piazza La Lizza / Piazza Gramsci,[17] heute nicht mehr vorhanden.[7][8][1] Entstand 1298 durch den Architekten Mino di Simone.[18]
- Porta dei Provenzani, evtl. auch Porta San Cristoforo:[1] Via Sallustio Bandini / Vicolo al Vento, heute nicht mehr vorhanden.[7][8] Wurde 1267 geschlossen.[10]
- Porta Salaria (zweites Tor): Via Fontebranda / Via Diacceto.[7][8][1]
- Porta di San Vigilio: Via dell’Abbazzia, rückseitig des Palazzo Salimbeni, heute nicht mehr vorhanden.[7][8]

### Dritte Stadtmauer
Die zweite Erweiterung der Stadtmauern fand am Ende des 12. Jahrhunderts und am Anfang des 13. Jahrhunderts statt und betraf hauptsächlich die östlichen und südlichen Stadtmauern. Im Jahr 1222 waren die Planungen der Stadtmauererweiterung abgeschlossen, die Arbeiten wurden spätestens um 1231 beendet, wobei auch später noch verbessert und nachgemauert wurde. Im Osten wurden nun die Contraden Lupa, Bruco und Leocorno mit in den Stadtmauerring einbezogen. Die Erweiterung begann kurz oberhalb der Porta Campansi und führte von dort zur neu entstandenen Porta San Lorenzo (heute als Le Lupe bekannt) und weiter zur Porta Ovile. Die Mauern dieses Abschnitts sind heute noch die aktuellen Stadtmauern. Danach führte die neue Stadtmauer zur Porta dei Frati Minori nahe der Basilica di San Francesco und von dort weiter nach Süden, wo weitere Straßenabschnitte der Via Francigena (Via Pantaneto und Via Roma) bis zur Porta Maurizio und dem anliegenden Castellaccia di San Maurizio (Samoreci) eingeschlossen wurden. Über die Via San Girolamo und Via del Sole erreichte die neue Stadtmauer die Piazza del Mercato, die nun vollständig innerhalb des Ringes lag. Über die Via Dupre, Via Sant’Agata und Via delle Cerchia erreichte die Mauer nun die neue Porta Salaria und wurde wenige Meter später bei der Porta del Cassero an die erste Stadtmauer angeschlossen.

#### Stadttore der zweiten Erweiterung
- Porta all’Arco: Via San Pietro / Prato di Sant’Agostino / Via Sant’Agata,[7][8] Heute noch erhaltener Torbogen, der bereits 1219 schriftlich erwähnt wurde.[1] Hatte ein Vortor (Antiporto), das 1298 zerstört wurde, um der Kirche Sant’Agostino Platz zu machen.[19]
- Porta Aurea (auch Porta Oria nuova[7][8] oder Arco di Santa Lucia genannt[14]): Via Tito Sarrocchi / Via delle Cerchia.
- Porta Benetta,[1] auch Porta di Fonte Benedetta und Porta delle Sperandie genannt: Via delle Sperandie. Wurde in der Mitte des 13. Jahrhunderts von der Biccherna dokumentiert und im 14. Jahrhundert zugemauert. Diente als Zugangstor zum außerhalb liegenden Brunnen Fonte Benedetta nahe dem Fluss Tressa.[20]
- Porta di Follonica: Via Follonica, heute nicht mehr vorhanden. Entstand als Zugang zum außerhalb liegenden Brunnen Fonte di Follonica. Das Stadttor wurde 1269 zugemauert, als die Stadt einen Angriff von Carlo d’Angiò abwehren musste.[21]
- Porta dei Frati Minori, heute Arco di San Francesco genannt:[1] Via dei Rossi / Piazza San Francesco.[7][8]
- Porta Ovile
- Porta de’ Peruzzini[8] (auch Porta dei Peruzzini): Via del Sole. Wurde um 1230 verstärkt[12] und hatte ein Vortor und eine Zugbrücke, die 1262 zerstört wurden. Einige Elemente des Tores sind heute noch erkennbar.[22]
- Porta dei Salvani: Nähe Via dei Baroncelli / Via del Fosso, heute nicht mehr vorhanden.[7][12]
- Porta San Giorgio: Via Pispini (Oberer Teil[23] nahe der Via Pantaneto). Namensgebend ist die in der Via Pantaneto liegende Kirche San Giorgio.[12][24]
- Porta San Lorenzo, auch Barrieria di San Lorenzo,[14] heute Le Lupe (Die Wölfinnen) genannt:[7][8] Via Garibaldi / Via Mazzini, heute als Maueröffnung noch vorhanden. Wurde bereits 1230[12] erwähnt und 1850 im Zuge der Straßenerweiterung für den (alten) Bahnhof vollständig zerstört. Die Gipsstatuen der Wölfinnen entstanden 1887 und wurden 1939 durch Bronzestatuen von Fulvio Corsini ersetzt.[1]
- Porta San Maurizio (auch Arco di Pantaneto, Porta al Ponte,[7] Ponte di Romana[14] oder Porta Samoreci[1] genannt): Via Pantaneto / Via Roma. Wurde erstmals 1172 dokumentiert.[12] Enthält die Skulpturen von Ferdinando I. de’ Medici und Cosimo II. de’ Medici, die 1616 von Mario Amerighi angefertigt wurden. Die heute nicht mehr vorhandenen Fresken (eine Trinità mit den Seitenbildern San Girolamo und San Maurizio) stammten von Bernardino Capitelli (Siena, 1589–1639).[25]
- Porta Sant’Agata (auch Porta San Giuseppe[7] und Porta San Salvatore[1][8] genannt): Via Dupre / Via Sant’Agata.
- Porta di Val di Montone, auch Porta Borgo Nuovo di Santa Maria[9] genannt: Via del Sole nahe Piazza del Mercato / Via di Porta Giustizia.[7][8]

### Vierte Stadtmauer

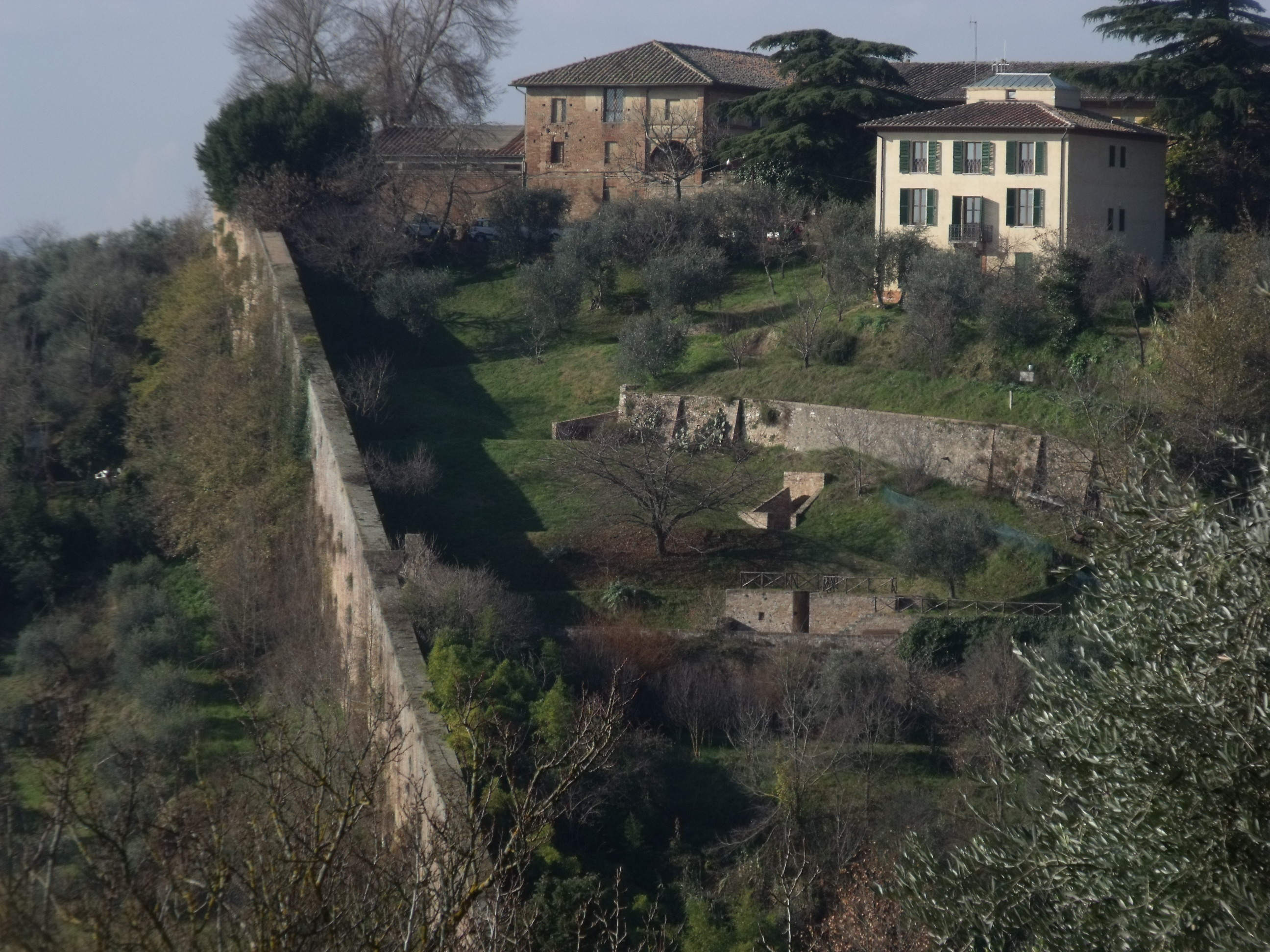
Die Stadtmauer westlich der Porta Romana

Die dritte Erweiterung der Stadtmauern betraf den Südosten der Stadt und brachte die heutigen Contraden Nicchio (Muschel) und Valdimontone (Widder) sowie die Basilica di San Clemente in Santa Maria dei Servi ins Innere des Stadtgebiets. Die Erweiterung begann am oberen Ende der Via del Sole und führte in einigem Abstand entlang der Via dei Servi um die Basilika Dei Servi zur (damaligen) Porta Romana, die etwas nördlich der heutigen Porta Romana lag. Von hier gelangte sie entlang der Anhöhe über dem Pania-Tal zur damaligen Porta San Viene und von dort nach Westen, wo sie nahe der Kirche Santo Spirito an die vorhandene Stadtmauer anschloss. Zudem wurde das Fontebrandatal (Valle di Fontebranda) im Westen eingeschlossen, um die bis dahin außerhalb liegenden Brunnen von Fontebranda ins Stadtgebiet einzuschließen. Die Arbeiten fanden in der Mitte des 13. Jahrhunderts statt, als die Spannungen zwischen Siena und Florenz anstiegen und in der Schlacht von Montaperti (1260) mündeten.

#### Stadttore der dritten Erweiterung
- Porta di Busseto, heute Teil des Fortino Peruzziano. Entstand ca. 1247 und wurde um 1559 zugemauert.[1]
- Porta Fontebranda: Via Fontebranda / Via Esterna di Fontebranda.[7][8] Wurde 1230 erstmals in der Biccherna erwähnt und 1252 und 1257 erneuert. Besaß das heute nicht mehr vorhandene Vortor Antiporta di Fontebranda (auch Porta di Fontebranda Esterna und Porta delle Vetrice genannt), das 1373 entstand.[1] Das Tor diente weniger zu Verteidigungszwecken und eher für den Zoll (Dazio). Der Kamin des Zollhauses (Gabelluccio del Dazio) ist heute noch teilweise vorhanden.
- Porta Romana (zweites Tor)
- Porta San Viene: Via dei Pispini, kurz vor dem heutigen Porta Pispini,[26] um 1310[27] auch als Porta Santa Eugenia bekannt.[28]
- Porta Sant’Ansano, auch Porticciuola genannt: Via del Fosso di Sant’Ansano, an der Rückseite von Santa Maria della Scala. Entstand erst 1344 als nachträgliche Maueröffnung, um das wohl nahegelegene Tor Porta dei Canonici (1313 geschlossen, heute nicht mehr vorhanden) zu ersetzen und dem Hospital Zugang zu den außerhalb liegenden Gärten und Brunnen zu gewähren. Wurde selbst 1492 abgebaut im Zuge des Baus der Kirche Chiesa di San Sebastiano in Vallepiatta.[1]
- Porta dell’Uliviera: Via di Fiera Nuova, entstand 1257 als Zugang zum Tal Val di Pania, heute nicht mehr vorhanden.[26] In der Nähe, mit Fassade an der Via Roma, grenzt der Konvent Convento del Santuccio rückseitig an das ehemalige Stadttor.[29]

### Fünfte Stadtmauer

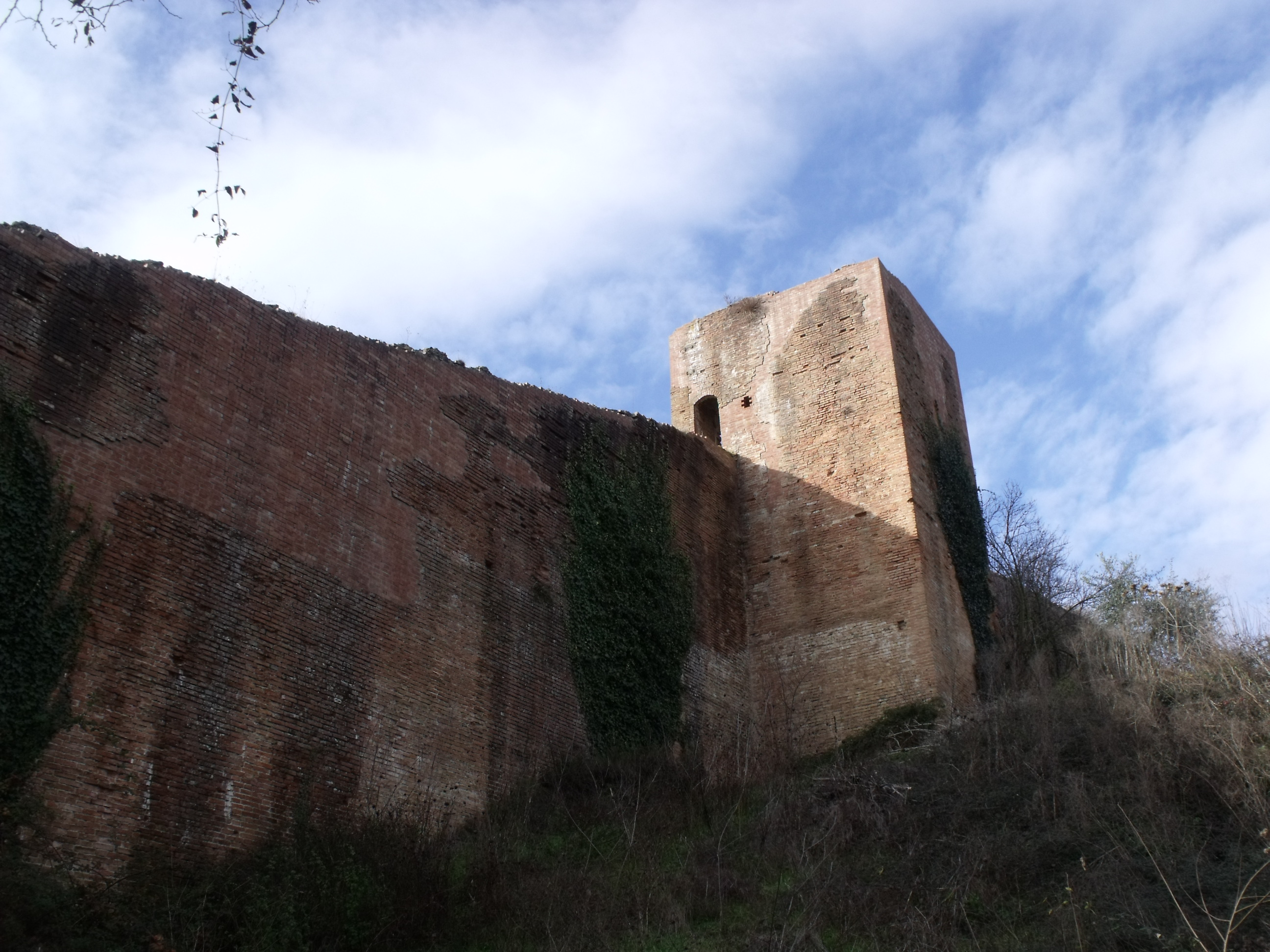
Stadtmauer (Außenseite) mit Turm südlich der Basilica di San Francesco Richtung Fonti di Follonica

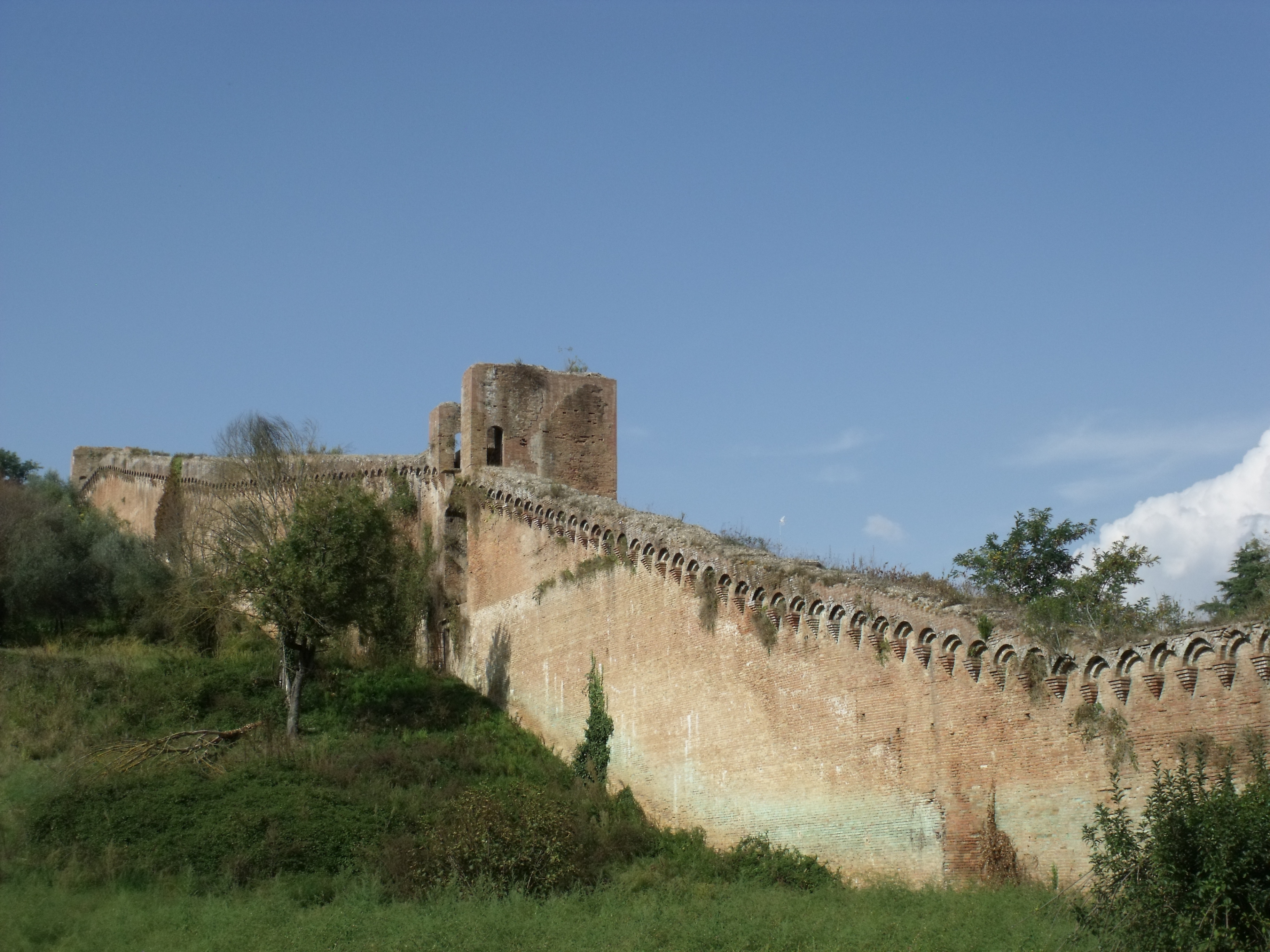
Stadtmauer (Innenseite) mit Turm südlich der Basilica di San Francesco, von den Fonti di Follonicia gesehen

Die vierte Erweiterung der Stadtmauern entstand in den ersten Jahren des 14. Jahrhunderts und entspricht den heutigen Stadtmauern im Süden von der Porta di Busseto (Fortino Perruzziano) bis nahe der Porta Fontebranda. Mit der Porta San Marco wurde ein Tor geschaffen, das den Verkehr zur Maremma und zum 1303 von Tavena di Cristoforo Tolomei für die Republik Siena gekauften Hafen von Talamone erleichtern sollte. Obwohl die großen Stadttore bereits fertiggestellt waren, wurden die Stadtmauern erst später komplettiert. Das Teilstück zwischen Porta Romana und Porta Tufi wurde erst 1346 vollendet, das Teilstück von der Porta San Marco zur Porta Tufi erst 1415 vollständig fertiggestellt. Zudem wurde mit dem heute Orto de’ Pecci genannten Gebiet das in den 1320er Jahren geplante und entstandene Borgo Nuovo di Santa Maria in die Stadtmauern geholt, welches bereits 1348 aufgrund der Pest wieder verlassen war. Das Borgo Nuovo di Santa Maria entstand, als ab 1326 ein Bevölkerungszustrom nach Siena stattfand, der hauptsächlich aus den Diözesen von Chiusi und Grosseto stammte. Nach der verheerenden Pest und den daraus resultierenden drastischen demographischen Folgen wurden weitere Arbeiten an den Stadtmauern für die nächsten Jahre eingestellt.

#### Stadttore der vierten Erweiterung
- Porta Giustizia, auch Porta Santa Maria a la Justitia: Via Porta Giustizia, Orto de’ Pecci. Entstand 1323[34][35] als Zugangstor zu den Hinrichtungsstätten des Tempio di Giustizia. Das Tor und die Hinrichtungsstätten erlitten starke Beschädigungen während der Belagerung von Siena 1554–1555, so dass die Ruinen in den ersten Jahren des 17. Jahrhunderts entfernt wurden.[1]
- Porta Laterina, auch Porta Nuova di Stalloreggi[1] und Porta Stalloreggi di fuori[36] genannt: Via Paolo Mascagni / Via Laterina, Stadttor, das ausschließlich den Friedhof Cimitero del Laterino mit dem Stadtzentrum verbindet. Es entstand 1326.
- Porta Pispini, auch Porta dei Pispini, früher Porta San Viene, zweites Tor.[26]
- Porta Romana (drittes und aktuelles Tor).
- Porta San Marco, auch Porta delle Maremme genannt: Via San Marco / Strada Massetana. Wurde 1326 errichtet und im 16. Jahrhundert von Peruzzi verstärkt.[7]
- Porta Tufi

### Sechste Stadtmauer
Die fünfte Erweiterung der Stadtmauern entstand ab 1416 und schloss die Basilica di San Francesco, die Brunnen von Follonica und umliegende Felder im östlichen Siena ein. Die Mauerringerweiterung begann an der Porta Ovile und schloss nördlich hinter der Kirche Santo Spirito ab. Das nun entstandene Teilstück von der Porta Ovile bis zur Porta Pispini ist mit einer Länge von 1350 Metern das längste ohne Stadttore. Zudem wurde um 1430 die Basilika von San Domenico in die Stadtmauern eingebunden. Neue Stadttore wurden nicht errichtet.

### Besonderheiten der Stadtbefestigung

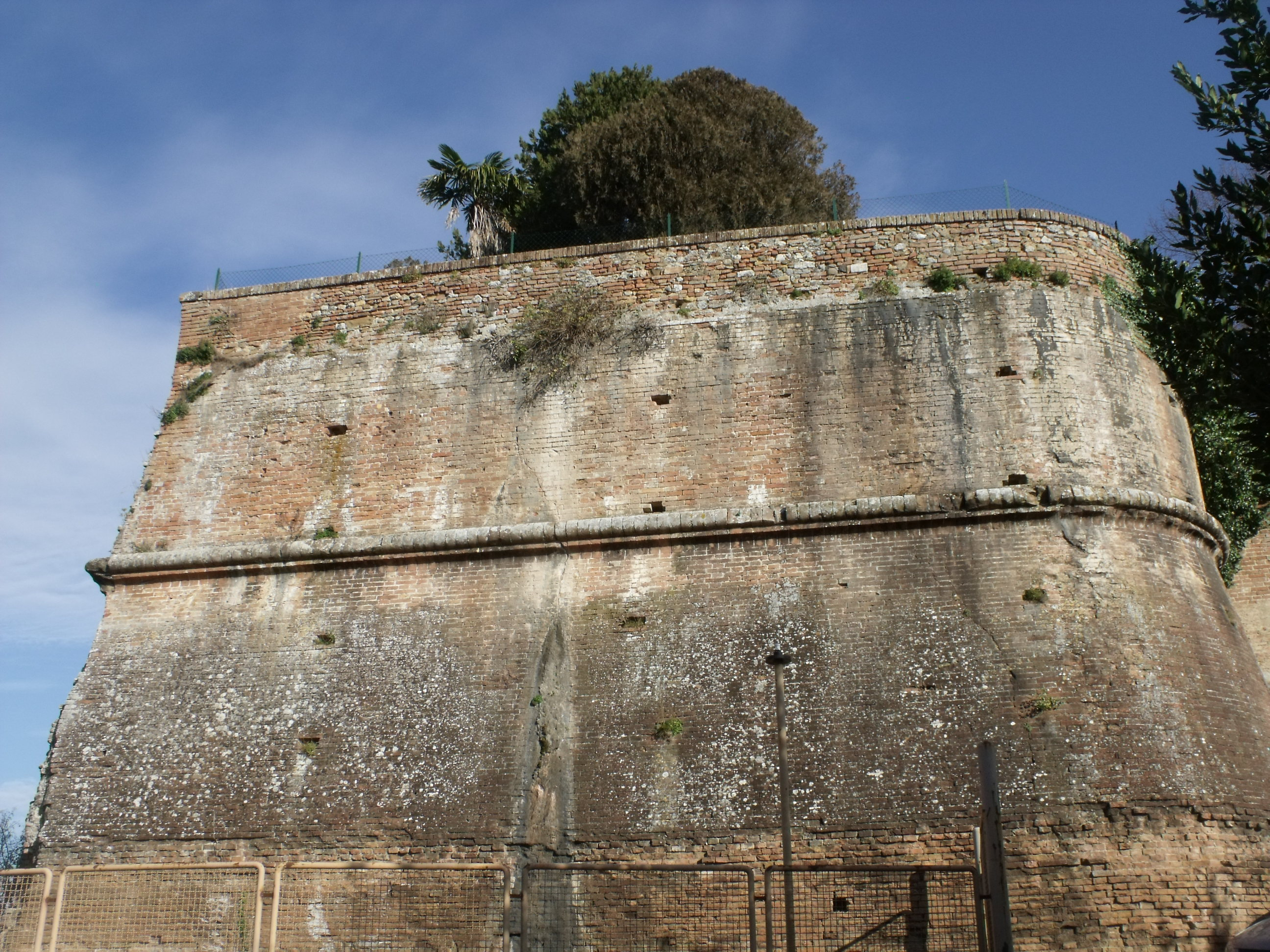
Die Bastion Fortino di Porta Laterina

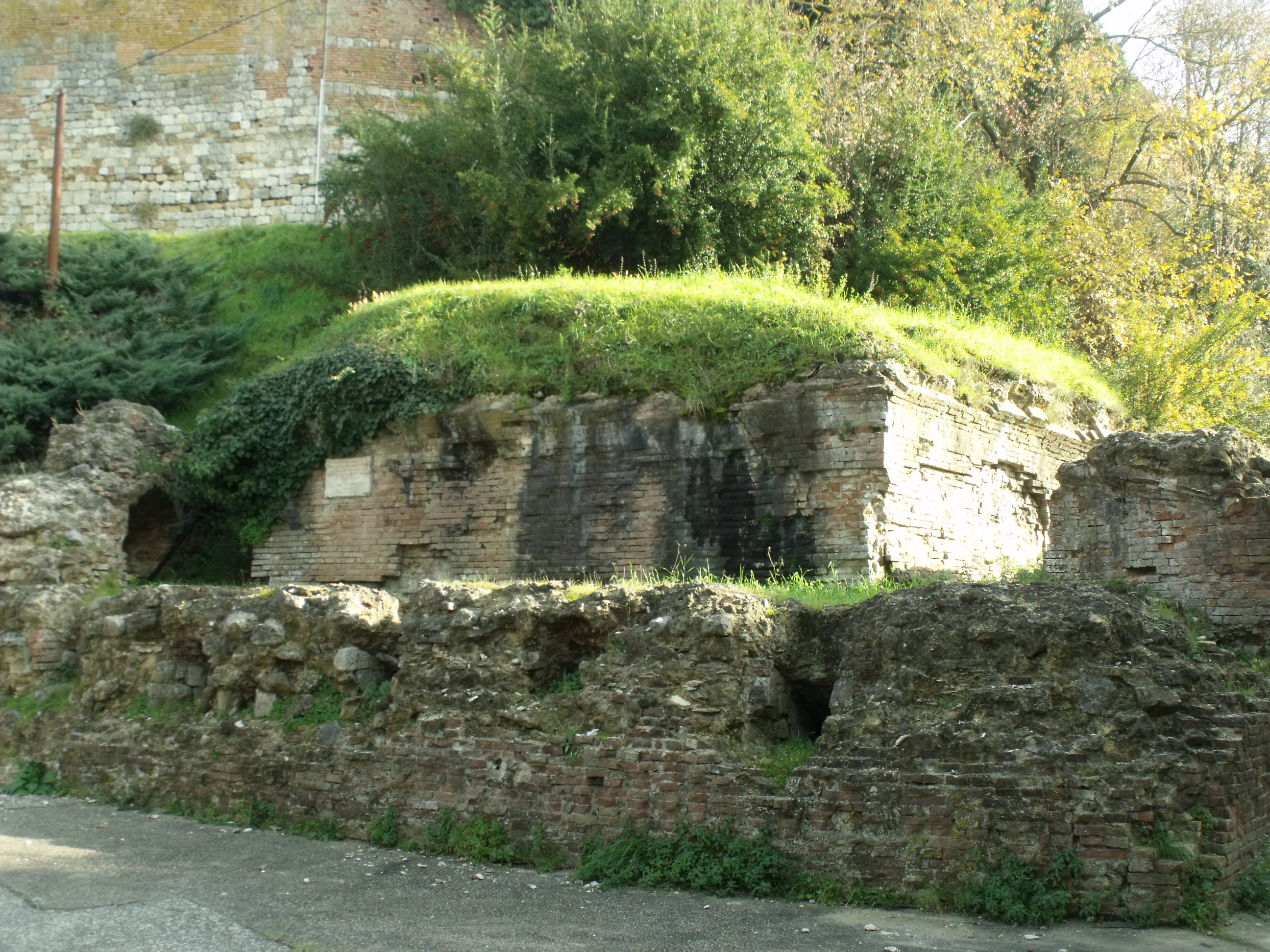
Die Bastion Fortino delle Donne Senesi an der Via Biagio di Montluc

- Antiporto di Camollia, vorgeschobenes Befestigungstor vor der Porta Camollia an der heutigen Via Vittorio Emanuele II. Es wurde 1270 errichtet und enthält von Alessandro Casolani das Fresko Assunzione della Vergine con i Santi Bernardino e Caterina da Siena. Das Fresko entstand von 1584 bis 1588 über älteren Fresken von Simone Martini. Das Werk von Casolani wurde ein Jahrhundert später von den Brüdern Antonio und Giuseppe Nicola Nasini übermalt, allerdings fiel die Übermalung 1944 wieder ab, so dass heute wieder das Werk des Casolani zu sehen ist.[1]
- Arco di Fontegiusta: Vicolo di Malizia / Via Biagio di Montluc / Via Armando Diaz, 1589 entstandenes Stadttor,[14] als Porta Fontegiusta 1720 durch Gian Gastone de’ Medici verändert.[1]
- Arco del Chiasso della Vacca, auch Porta del Chiasso della Vacca, Mattasala oder Mattasalaja genannt: Zwischen Chiasso del Bargello / Costarella dei Barbieri / Piazza del Campo / Via di Città (unsicher). Letztmals 1319 erwähnt als Privattor der Familie Lambertini.[38]
- Fortezza Medicea (auch Fortezza Santa Barbera genannt). Die Festung entstand nahe der Zitadelle Cittadella imperiale, die von 1550 bis 1552 unter Führung des spanischen Diplomaten Diego Hurtado de Mendoza (1503–1575)[39] für Karl V. entstand. Nach dem Volksaufstand der Seneser gegen die Spanier Ende Juli 1552 wurde die Festung bzw. Zitadelle innerseitig vom Volk abgetragen, wobei die Außenmauern wohl verstärkt wurden, um im drohenden Konflikt mit Florenz (und den nun an ihrer Seite stehenden Spaniern) die Stadtverteidigung aufrechterhalten zu können.[1] Nach der Niederlage der Republik Siena übernahm Cosimo I. de’ Medici die Herrschaft in Siena und beauftragte 1560 Baldassare Lanci mit der Errichtung einer neuen Festung, nun Fortezza di Santa Barbara und Fortezza Medicea genannt.[40]
- Fortino delle Donne Senesi (auch Fortino di Pescaia[1] genannt), Bastion an der heutigen Via Biagio di Montluc nahe und westlich der Porta Camollia. Die Anlage entstand um 1530 und wurde von Baldassare Peruzzi geplant. Die kleine Festung (Fortino) mit einer Mauerstärke von 2,30 m spielt eine wesentliche Rolle bei der Belagerung der Stadt durch die Fiorentiner 1554–1555.[41] Die Rolle der Kommandantin Laudomia Forteguerri (1515–nach 1556) wurde später in den Commentaires des damaligen Befehlshabers von Siena, Blaise de Monluc (Biagio di Montluc), beschrieben.[42] Die Bastion ist als einzige der fünf von Peruzzi geplanten Anlagen nicht direkt an der Stadtmauer gelegen.[43]
- Fortino di Porta Laterina, auch Il Sasso genannt. Bastion nahe dem Stadttor Porta Laterina, entstanden kurz nach der Battaglia di Camollia 1526 durch Baldassare Peruzzi im Zuge der Stadtmauerverstärkungen.[43] Sie ist heute noch erhalten.
- Fortino di San Marco, Bastion, die ca. 30 m nördlich der Porta San Marco lag[34] und heute nicht mehr vorhanden ist. Die Planungen entstanden durch Peruzzi, ausführender Bauleiter war sein Freund Girolamo d’Angelo. Die Bauarbeiten wurden um 1528 begonnen, die letzten Reste der Ruinen wurden im 18. Jahrhundert abgetragen.[1]
- Fortino di San Prospero, auch Fortino dello Sportello genannt, Bastion, die wahrscheinlich nahe der heutigen Straße Vicolo dello Sportello nahe Piazza Gramsci/La Lizza lag und heute nicht mehr vorhanden ist. Wurde wahrscheinlich im Oktober 1531 fertiggestellt, die nicht verwendeten Steine wurden in der Kirche San Giacomo verwendet.[34] Die Bastion wurde wahrscheinlich um 1550 von den Spaniern abgebaut, um die Steine für die spanische Festung zu nutzen.[1]
- Fortino Peruzziano, auch Fortino di San Viene und Fortino dei Pispini genannt. Die Bastion entstand von 1527 bis 1529 durch Baldassare Peruzzi 50 m nördlich der Porta Pispini. Ist heute die noch am besten erhalten gebliebene Bastion des Peruzzi.[1]